# ドレーン・デニー
ドレーン・デニー（Doreen Denny, 1941年1月28日 - ）は、イギリス出身の女性フィギュアスケート選手。1959年、1960年世界フィギュアスケート選手権アイスダンスチャンピオン。パートナーはコートニー・ジョーンズ。

## 経歴
- 1958-59年シーズンよりコートニー・ジョーンズと組む。
- 1959年、1960年世界フィギュアスケート選手権優勝。
- 1959年、1960年、1961年ヨーロッパフィギュアスケート選手権優勝。

## 主な戦績
| 大会/年    | 1958-59 | 1959-60 | 1960-61 |
| ---------- | ------- | ------- | ------- |
| 世界選手権 | 1       | 1       | 中止    |
| 欧州選手権 | 1       | 1       | 1       |